# Diaporthe meliloti
Diaporthe meliloti är en svampart som först beskrevs av Pier Andrea Saccardo, och fick sitt nu gällande namn av Giovanni Battista Traverso 1906. Diaporthe meliloti ingår i släktet Diaporthe och familjen Diaporthaceae.   Inga underarter finns listade i Catalogue of Life.